# Tým Thor
Tým Thor (v anglickém originále Team Thor) je americká série mockumentárních komediálních krátkých filmů, ve kterých se objevují postavy z Marvel Cinematic Universe. Scénáře i režie se ujal Taika Waititi a v hlavních rolích se objevili Chris Hemsworth, Daley Pearson, Mark Ruffalo a Jeff Goldblum. Série se skládá ze tří kraťasů vydaných během tří let – Tým Thor z roku 2016, Tým Thor: Část 2 z 2017 a Bydlení u Darryla z roku 2018.
Filmy byly chváleny za svůj humor a Hemsworthův výkon. Na platformě Disney+ byly zpřístupněny v lednu 2022, kdy je Marvel klasifikoval jako Marvel One-Shots.

## Filmy

### Tým Thor
Po záchraně Země s Avengers si Thor udělá krátkou přestávku v Austrálii, kde žije s místním úředníkem Darrylem Jacobsonem, ale při tom ho filmuje filmový štáb a vypráví o svém každodenním životě v Austrálii. Thor jde na návštěvu do třídy mateřské školy, pokouší s Darrylovou pomocí poslat e-maily Tonymu Starkovi a Steveu Rogersovi ohledně jejich konfliktu a vypráví o svém vyšetřování týkajícího se spojení mezi Kameny nekonečna, Avengers, Nickem Furym a Thanosem. Později se Thor setká s Brucem Bannerem v kavárně ohledně toho, že ho Stark a Rogers nekontaktovali. Thor se proto rozhodne založit svůj vlastní tým, Tým Thor, s Darrylem.

### Tým Thor: Část 2
Thor a jeho spolubydlící Darryl pokračují v mockumentu a diskutují o svých domácích povinnostech v jejich bytě. Darryl později pokračuje ve vyprávění, jak je Thor milý člověk, ale je frustrovaný Thorovými pokusy platit nájem asgardskou měnou. Navrhne proto Thorovi, aby si našel práci, čemuž se Thor vysměje a kontruje návrhem, aby si sehnali sluhu. Rozhovor končí tím, že Thor cítí, že ve svém životě nepotřebuje nikoho jiného kromě Darryla, a navrhuje, aby Darryl dostal superhrdinský outfit.

### Bydlení u Darryla
Poté, co se Thor odstěhoval z Darrylova bytu, Darryl se přestěhuje do Los Angeles a stane se spolubydlícím Velmistra, jediného člověka, který reagoval na jeho inzeráty. Velmistr věří, že Darryl by byl dobrým náhradním pomocníkem. Darryl dále popisuje, jak se Velmistr jeví jako dobrý člověk, ale má problémy s pochopením Darrylova osobního prostoru a má své vlastní problémy s hněvem. Velmistr tvrdí, že si na Zemi zvykl a plánuje ji převzít, přičemž Darryl stojí po jeho boku. Vytvoří video vysvětlující svůj plán a zveřejní ho na internetu. Po obdržení žádných zhlédnutí však plánuje inzerovat první video zveřejněním druhého videa s hudebním hostem. Najme si Darrylovy přátele, aby mu pomohli, ale jednoho z nich roztaví, když jeho očekávání nejsou splněna. Darryl přiznává, že si není jistý, jestli ho Velmistr také nechce roztavit, a přiznává, že mu Thor jako jeho spolubydlící chybí.

## Obsazení
| Postava         | Tým Thor        | Tým Thor: Část 2 | Bydlení u Darryla |
| --------------- | --------------- | ---------------- | ----------------- |
| Darryl Jacobson | Daley Pearson   | Daley Pearson    | Daley Pearson     |
| Thor            | Chris Hemsworth | Chris Hemsworth  |                   |
| Bruce Banner    | Mark Ruffalo    |                  |                   |
| Velmistr        |                 |                  | Jeff Goldblum     |

## Produkce

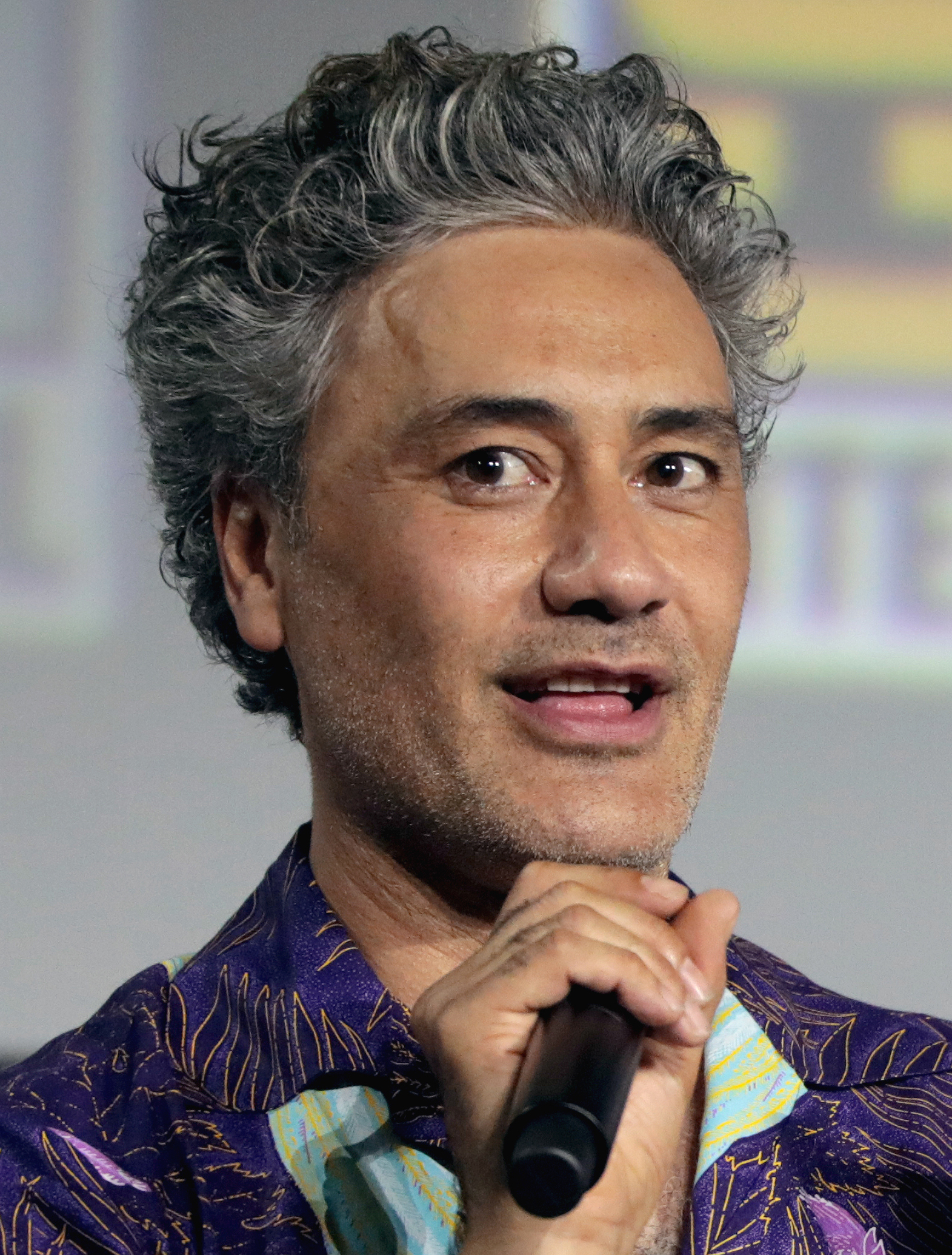
Taika Waititi, tvůrce posledních dvou Thorů a této série dokumentů

Tým Thor se začal natáčet v květnu 2016, měsíc před začátkem natáčení filmu Thor: Ragnarok, přičemž se jedná o mockument. Než byl Tým Thor vydán, mnoho fanoušků si nebylo jistých Waititiho přístupem pro Ragnarok. Waititi uvedl, že Tým Thor „nám hodně pomohl tím, že dal fanouškům příležitost vidět jak odlišně jsme dělali Thora, a také Bannera“. V září 2016 Waititi řekl, že Darryl Jacobson se pravděpodobně znovu objeví, a dodal, že by mohly vzniknout další kraťasy.
V říjnu 2017 prezident Marvel Studios Kevin Feige uvedl, že vidí krátké filmy jako realizovatelnou verzi jejich předchozí série kraťasů Marvel One-Shots a uvedl, že „v některých částech by pomohly předefinovat Thora v to, čím se stal v Ragnaroku, zábavným způsobem.“ Jeff Goldblum, který ztvárnil Velmistra ve filmu Thor: Ragnarok, uvedl, že natočil záběry s Waititim pro další krátký film – Bydlení u Darryla.
Všechny tři krátké filmy byly uvedeny jako bonusy u filmů z Marvel Cinematic Universe – Tým Thor u Captain America: Občanská válka, Tým Thor: Část 2 společně s filmem Doctor Strange a Bydlení u Darryla s filmem Thor: Ragnarok. V lednu 2022 byly také všechny filmy uvedeny na platformě Disney+, přičemž je Marvel klasifikoval jako součást Marvel One-Shots.